# Dům U Immaculaty (Kadaň)
Dům U Immaculaty (čp. 115) je výrazný nárožní, původně gotický měšťanský dům na Mírovém náměstí (dříve Tržní) na Starém Městě v Kadani.

## Dějiny domu a jeho majitelé
Dům U Immaculaty je výrazný nárožní měšťanský dům stojící na středověkých základech. Impozantní gotické podloubí z něj vytváří jednu z dominant centrálního kadaňského náměstí. Po velkém požáru města v roce 1498 byl dům pozdně goticky a následně renesančně přestavěn. Další rekonstrukce domu pak proběhla koncem 17. století, poté, co se na domě podepsalo válečné běsnění třicetileté války. Zřejmě v této době se dům stal majetkem významné měšťanské původně česko-německé rodiny Jankových, která náležela k místní katolické elitě. Například v kadaňském děkanském kostele Povýšení sv. Kříže je k vidění náhrobní deska měšťanky Anny Voigtové, rozené Jankové, jejíž manžel Johannes Voigt, kadaňský městský lékař, nechal v tomto kostele založit oltář sv. Jana Nepomuckého, a sice ještě před jeho svatořečením v roce 1729. Rodina Jankových v Kadani vlastnila vždy několik nemovitostí (později na počátku 20. století například secesní villu Janka) a příslušníci tohoto měšťanského rodu se také výrazně angažovali ve veřejném životě města. Kupříkladu Josef Philipp Janka byl roku 1862 jedním z hlavních podporovatelů založení později velice proslulé kadaňské zemědělské školy. V majetku rodiny byl též sousední dům čp. 114, kde výše zmíněný Josef Janka roku 1887 založil hodinářskou živnost, tu po něm zdědil jeho syn Paul Janka a provozoval ji zde až do roku 1945.
Hlavní rezidencí rodiny však zůstával právě dům U Immaculaty, který dlouhá léta vlastnila Aloisia Janková a poté její děti Josef, Anna, Aloisie a Marie. Když roku 1920 jednala jedna ze spolumajitelek Anna Janková s Ing. Hansem Jungwirthem, městským inženýrem, o rekonstrukci, zdůraznilo tehdejší stavební oddělení městského úřadu nutnost uvědomění si vysokou památkovou hodnoty domu. V roce 1935 se Marie Janková, tehdy již poslední žijící spolumajitelka, rozhodla věnovat dům Spolku přátel muzea v Kadani, založenému v roce 1903. Zmíněný spolek zde dne 2. června 1935 slavnostně otevřel svou hlavní muzejní expozici. Městské muzeum pak v domě sídlilo až do roku 1972, kdy byly exponáty převezeny z chátrajícího domu na Kadaňský hrad a odtud pak po zrušení muzea v roce 1975 do Chomutova. Dne 16. března 1989 nařídil tehdejší komunistický Městský národní výbor v Kadani demolici domu U Immaculaty, v důsledku sametové revoluce v listopadu téhož roku však k demolici nakonec nedošlo. Dům je v současnosti opraven, v podloubí se nachází kavárna a ovocnářství.

## Domovní znamení

Domovní znamení

Na zdobném kamenném podstavci s hlavou anděla s pozlacenými křídly umístěném na fasádě domu se nachází impozantní barokní socha Panny Marie Neposkvrněné čili Immaculaty. Socha je vytesána z pískovce a pochází nejspíše z poloviny 18. století. Ikonografický motiv Immaculaty vychází z interpretace novozákonního Zjevení Janova, v němž se píše o „ženě sluncem oděné“, což bylo vztaženo právě na Pannu Marii. Dogma o neposkvrněném početí Panny Marie, na jehož základě je Matka Boží prosta tzv. dědičného hříchu, se sice prosadilo až mnohem později, ovšem již od středověku bylo propagováno například františkánským řádem. S tím souvisí i četnost užívání tohoto motivu v Kadani, město bylo totiž od středověku významnou františkánskou lokalitou (Františkánský klášter, Minoritský klášter). V 17. století se Panna Marie Neposkvrněná stala v českých zemích jedním ze symbolů tzv. katolické protireformace.
Barokní mariánská socha Immaculaty na domovním znamení domu je dále opatřena typickým zlatým (slunečním) lemem na šatech, u nohou jí leží měsíc a okolo hlavy má dvanáct zlatých hvězd.

## Zajímavost
Podle pověstí dům U Immaculaty pravidelně navštěvoval kadaňský katolický děkan Leopold Andreas Roch, který měl být důvěrným přítelem měšťanské rodiny Jankových. Roch, který byl rodákem z Kadaně, byl velice vážený pro svou vzdělanost, působil též jako představený zdejšího Růžencového bratrstva. Zasloužil se o zhotovení sloupu Nejsvětější Trojice, který byl vztyčen uprostřed hlavního kadaňského náměstí v roce 1752 a o tři roky později slavnostně posvěcen pomocným biskupem pražským Antonínem Vokounem.